# Einar Førde
Einar Førde (ur. 20 stycznia 1943 w Høyanger, zm. 26 września 2004 w Oslo) – norweski polityk.
Działacz socjaldemokratycznej  Partii Pracy, z jej ramienia był deputowanym do parlamentu (Stortinget) (1969-1989) oraz ministrem edukacji i spraw wyznaniowych (1979-1981). Wiceprzewodniczący Partii Pracy od 1981 do 1989 roku.
W latach 1989–2001 kierował państwową rozgłośnią radiowo-telewizyjną NRK.